# HMAS Fauro Chief
HMAS „Fauro Chief” – australijski szkuner używany w okresie II wojny światowej przez Royal Australian Navy (RAN) jako okręt pomocniczy.

## Historia
Dwumasztowy szkuner został wodowany około 1926 (lub około 1930 według współczesnego mu źródła). Statek mierzył 65 stóp (55 według innego źródła) długości (19,8 m), 16 stóp szerokości (4,88 m), jego zanurzenia wynosiło 6 stóp i 6 cali (2 m). Miał 19 ton wyporności (25 ton według współczesnego mu źródła). Koszty jego budowy wynosiły 1650 funtów. Został zbudowany dla mieszkającego na wyspie Tulagi J. McDonalda. W 1941 został on dodatkowo wyposażony w silnik wysokoprężny o mocy 40 koni mechanicznych, który dawał mu maksymalną prędkość 8 węzłów.
W 1940 został zakupiony na użytek misji metodystów założonej na Fauro (niewielka wyspa położona na południowy wschód od Bougainville). Pod koniec stycznia 1942, w obliczu nadciągających wojsk japońskich, statek ewakuował znajdujących się na wyspie Gizo (archipelag Wysp Salomona misjonarzy i po 18-dniowej podróży przybył do Australii. Historia ucieczki przed Japończykami została opisana w broszurce The cruise of the Fauro Chief, or, The tale of the Gizo Getaway opartej na dziennikach i wspomnieniach pasażerów statku.
8 sierpnia 1942 statek został zarekwirowany przez RAN i wszedł do służby 14 września jako HMAS „Fauro Chief” (FY51) w Cairns. Okręt został uzbrojony w pojedynczy karabin maszynowy Vickers, dodatkowo załoga była uzbrojona w kilka pistoletów maszynowych i karabinów. Załogę stanowił jeden oficer, sześciu marynarzy i kucharz. Początkowo służył jako okręt zaopatrzeniowy (tender) w bazie marynarki wojennej HMAS „Magnetic” w Townsville, w późniejszym okresie służył także jako okręt zaopatrzeniowy, ratowniczy (air sea rescue) i examination vessel, w bazach HMAS „Basilisk” i „Ladava” (Port Moresby i Milne Bay).
12 listopada 1942 okręt starł się z japońskim okrętem podwodnym przy wyspie Misima (archipelag Luizjady) zmuszając go do ucieczki. W nocy 12 sierpnia japoński okręt ostrzelał wyspę i zacumowany przy niej okręt australijski który odpowiedział ogniem karabinu maszynowego. Japoński okręt nie podjął walki i oddalił się od wyspy w zanurzeniu. Australijski szkuner patrolował jeszcze przez kilka godzin okolice wyspy rzucając do wody granaty w celu odstraszenia przeciwnika.
Okręt zatonął 16 maja 1945 po zawaleniu się mola w Milne Bay do którego był przycumowany.

## Dowódcy okrętu
- porucznik marynarki (sub-lieutenant) Clifton R. G. Penny – 14 września 1942 – 11 marca 1943
- kapitan marynarki (lieutenant) Keith. D. Kershaw – 11 marca 1943 – 16 maja 1945